# Çandarlı (İzmir)
Pour les articles homonymes, voir Çandarlı.
Çandarlı (prononcé Tchanderli ou Tchandarli, en anglais Chanderli, en allemand Tschandarli) est une commune située en bord de mer dans le district de Dikili dans la province d'İzmir en Turquie. Orientée vers le tourisme, Çandarlı est située sur la côte nord du golfe de Çandarlı et face à l'important centre industriel d'Aliağa.

## Histoire

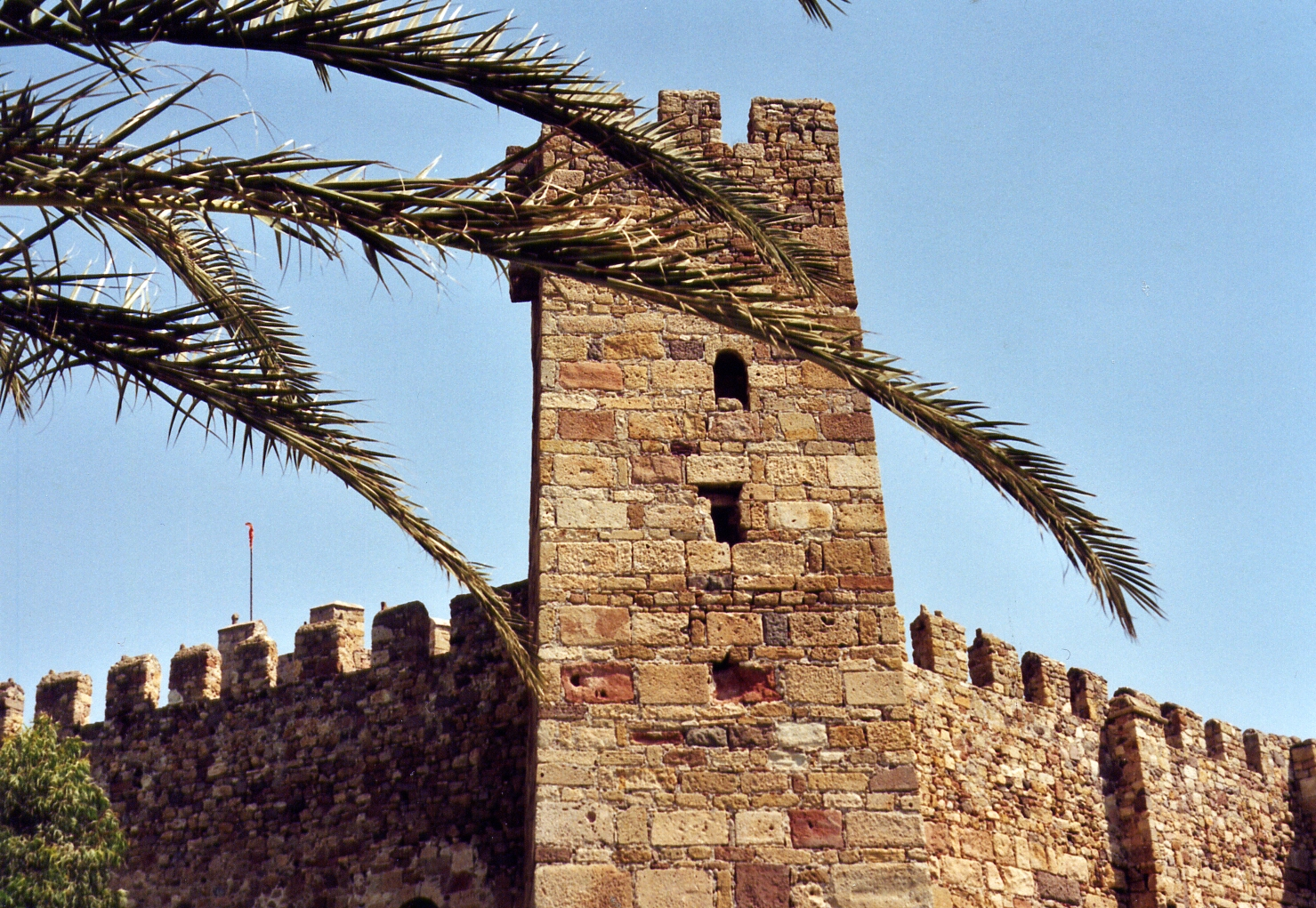
Château de Çandarlı

Dans l'Antiquité, la ville avait pour nom Pitane et appartenait à l'Éolide. Les ruines sont situées un peu à l'extérieur de la ville actuelle.
La ville est reconstruite au XVe siècle par le grand vizir Çandarlı Halil Hayreddin Pacha pour protéger le sultan Murat II, qui préférait vivre dans la ville voisine de Manisa, pour se protéger d’une éventuelle attaque extérieure. Le château qui porte le nom du grand vizir est toujours intact et ouvert aux visiteurs.

## Culture
Une céramique sigillée rouge, produite à cet endroit du début du Ier au début du IVe siècle, dans un des ateliers dépendant de Pergame, est désignée comme style de Çandarli.
Le château de Çandarlı, construit par les Génois avant la conquête ottomane, est proposé en 2013 par le gouvernement turc parmi les sites candidats au patrimoine mondial de l'UNESCO. Il a été plusieurs fois utilisé comme décor de cinéma[évasif].

## Économie
Le grand projet portuaire Kuzey Ege Çandarlı (Çandarlı - Nord de l'Égée),prévu comme le débouché d'une nouvelle route de la soie, est lancé en 2011 : la première pierre symbolique est posée le 16 mai 2011,. Après une période d'interruption, la construction est relancée par le gouvernement en novembre 2017 : elle doit s'intégrer dans le nouvel ensemble portuaire d'Izmir.